# El archipiélago del insomnio
El archipiélago del insomnio (en portugués: O Arquipélago da Insónia) es una novela de António Lobo Antunes que salió en 2008 en la editorial portuguesa Publicações Dom Quixote, Alfragide y que fue traducida al español por Mario Merlino, Mondadori, Barcelona, 2010. Narra la historia de una poderosa familia terrateniente que vive en una provincia interior portuguesa. 

## Argumento
En este libro Lobo Antunes narra la historia de una familia durante tres generaciones en un pueblo rural de una provincia del interior de Portugal. Una familia donde el niño más pequeño reclama constantemente la atención de su abuelo o una criada que sueña con ser una dama de la alta sociedad.